# Ærø Herred
Ærø Herred var et herred i Svendborg Amt. Herredet hørte oprindeligt under Hertugdømmet Slesvig, til dettes Nordborg Amt, indtil øen efter krigen i 1864 tilfaldt Danmark som en del af udvekslingen af de Kongerigske enklaver med virkning fra 1. april 1867.
I herredet ligger købstaden Ærøskøbing og følgende sogne:
- Bregninge Sogn
- Marstal Sogn
- Rise Sogn
- Søby Sogn
- Tranderup Sogn
- Ærøskøbing Sogn